# Puntate di 22.11.63
Le puntate della miniserie televisiva 22.11.63 (11.22.63) sono state trasmesse negli Stati Uniti sul servizio di streaming on demand Hulu dal 15 febbraio al 4 aprile 2016.
In Italia la miniserie è andata in onda in prima visione satellitare su Fox, canale a pagamento della piattaforma Sky, dall'11 aprile al 30 maggio 2016. In chiaro è stata trasmessa dal 22 aprile 2020 su 20.
| nº | Titolo originale                  | Titolo italiano                    | Prima TV USA     | Prima TV Italia |
| -- | --------------------------------- | ---------------------------------- | ---------------- | --------------- |
| 1  | The Rabbit Hole                   | La tana del Bianconiglio           | 15 febbraio 2016 | 11 aprile 2016  |
| 2  | The Kill Floor                    | Halloween 1960                     | 22 febbraio 2016 | 18 aprile 2016  |
| 3  | Other Voices, Other Rooms         | Professor Jake Amberson            | 29 febbraio 2016 | 25 aprile 2016  |
| 4  | The Eyes of Texas                 | Il passato non dorme mai           | 7 marzo 2016     | 2 maggio 2016   |
| 5  | The Truth                         | La verità                          | 14 marzo 2016    | 9 maggio 2016   |
| 6  | Happy Birthday, Lee Harvey Oswald | Buon compleanno, Lee Harvey Oswald | 21 marzo 2016    | 16 maggio 2016  |
| 7  | Soldier Boy                       | Tiratore scelto                    | 28 marzo 2016    | 23 maggio 2016  |
| 8  | The Day in Question               | Riscrivere la storia               | 4 aprile 2016    | 30 maggio 2016  |

## La tana del Bianconiglio
- Titolo originale: The Rabbit Hole
- Diretta da: Kevin Macdonald
- Scritta da: Bridget Carpenter

### Trama
2016: Al Templeton è il proprietario di una caffetteria nel Maine, costruita su un'apertura temporale (soprannominata "tana del bianconiglio" da Al) che conduce chi la varca esattamente alle 11:58 del 21 ottobre 1960. Malato di cancro, confida all'amico Jake Epping, insegnante di inglese in fase di divorzio, il segreto che custodisce da oltre trent'anni: scopo della sua vita è stato cercare di impedire, senza riuscirci, l'assassinio di John Fitzgerald Kennedy, avvenuto nel novembre del 1963 per mano di Lee Harvey Oswald, convinto che la storia non possa che trarne giovamento e che la guerra del Vietnam possa finire preventivamente, ma anche che così possa prevenire l'assassinio del fratello Robert Kennedy nel 1968. La mattina seguente, Jake si reca a visitare Al per proseguire col piano ma scopre che è morto di tumore, contratto durante il suo ultimo viaggio nel passato. Conscio di poter essere l'unico a cambiare il corso della storia ora, Epping decide di intraprendere questa avventura, motivato anche dalla storia drammatica di un suo studente delle scuole di recupero, Harry Dunning, un anziano che è l'unico sopravvissuto di una tragedia familiare avvenuta la notte di Halloween del 1960, quando il padre alcolizzato e violento aveva ucciso la madre e i fratelli di Harry con un martello. Comincia così ad agire come Al gli aveva consigliato per mimetizzarsi tra la gente dell'epoca: si taglia capelli e barba, compra auto, abito e cappello e prende una stanza da una famiglia di affittuari, favorito dai prezzi del passato che sono decisamente minori per via dell'inflazione. Conoscendo inoltre i risultati esatti dei maggiori incontri di pugilato del tempo, usa questo metodo per guadagnare 3600 dollari con una sola scommessa, facendo però insospettire i proprietari del bar che abbia truccato il match; è quindi costretto a fuggire subito a Dallas, dove avverrà l'omicidio del futuro Presidente. Una volta giunto nella città, tenta di telefonare a Chicago al padre Christopher, morto appena prima di viaggiare nel passato, per poter parlare di nuovo con lui, ma la comunicazione risulta disturbata. Pochi instanti dopo un'auto travolge la cabina telefonica e la donna alla guida, in punto di morte, gli dice: "Non dovresti essere qui".
Grazie ai numerosi file e dossier che Al gli ha dato riguardanti i maggiori sospettati legati all'omicidio di JFK, Jake comincia a pedinare un informatore della CIA conoscente di Oswald, ovvero George de Mohrenschildt, fino ad un rally della campagna del senatore Kennedy a Dallas, apprendendo che George è un amico intimo della futura first lady Jackie. Tuttavia, viene fermato dalla sicurezza per essersi introdotto in un'area riservata agli addetti della campagna. In seguito continua a pedinare George ad un esclusivo ristorante Tex-Mex, dove l'uomo incontra altri agenti della CIA e menziona Oswald, ma alcuni strani eventi fortuiti impediscono a Jake di continuare ad indagare: come Al lo aveva avvisato e come aveva osservato prima con la telefonata al padre, il passato fa di tutto per non essere cambiato. Difatti, una volta tornato alla casa dove era in affitto scopre che un incendio ha distrutto gran parte dei suoi dossier del futuro e che ha ucciso il giovane figlio della proprietaria. Jake allora si rassegna e comincia il viaggio di ritorno verso il varco temporale nel Maine, ma passando per il Kentucky si ricorda della tragedia dell'amico Harry e si dirige allora verso la sua cittadina per salvare la sua famiglia.
Note
- La puntata ha una durata di 81 minuti, circa 30 minuti in più rispetto ad una puntata regolare, in quanto comprendente 2 parti in origine separate.

## Halloween 1960
- Titolo originale: The Kill Floor
- Diretta da: Fred Toye
- Scritta da: Quinton Peeples

### Trama
29 ottobre 1960. Stabilitosi nella cittadina di Holden, Jake è indeciso su come proseguire per impedire che Frank Dunning uccida la sua famiglia. Si reca quindi al bar per chiedere informazioni su di lui e fa la conoscenza del barista Bill Turcotte. Poco dopo, Frank e i suoi arroganti amici entrano nella locanda e stringono amicizia con Jake. In particolare, Frank apprezza la sua istruzione da letterato e il suo senso dell'umorismo, ritenendosi affine a lui. D'altro canto, Jake nota che Frank è un uomo deciso e dalle idee chiare, ma che nutre un enorme rancore nei confronti della ex moglie Doris per aver chiesto la separazione. La sera stessa, il gruppo va nel mattatoio di famiglia di Frank e lì chiedono a Jake di farsi valere uccidendo una mucca con una martellata; al suo rifiuto, Frank uccide l'animale senza esitazione.
Capendo che Frank è irrecuperabile, Jake tenta allora un altro approccio: si presenta a Doris e a Harry come un agente pubblicitario e dice loro che hanno vinto in un concorso l'ingresso ad un festival di Halloween della zona, di modo che si trovino fuori casa all'ora della strage. Ma Frank scopre la cosa, invita Jake nella sua macelleria e lì lo accusa di aver cercato di approcciare Doris con la scusa del concorso. Jake, capendo di non potersi giustificare in alcun modo, gli dà ragione.
Jake si rassegna così alla soluzione più drastica: comprare una pistola per uccidere Frank. Appostatosi davanti alla casa dei Dunning all'ora degli omicidi, improvvisamente spunta fuori Bill, che lo ha seguito perché sospettava di lui fin dall'inizio. Jake spiega allora che viene dal futuro e che è lì per impedire a Frank di massacrare la sua famiglia: Bill, suo malgrado, gli crede, poiché Frank aveva ucciso sua sorella quando erano sposati ed era risaputo di come fosse una persona violenta. A quel punto, Jake sente Doris urlare e si precipita al piano di sopra della casa, dove spara a Frank e, dopo una colluttazione, lo uccide strangolandolo. Lasciata la cittadina in fretta e furia, Jake si ferma per lavare via il sangue dalle mani e dai vestiti, esultando per essere riuscito a salvare Harry e la sua famiglia, ma Bill lo raggiunge stringendo tra le mani una pagina di giornale del futuro che riporta l'assassinio di Kennedy, chiedendo spiegazioni.

## Professor Jake Amberson
- Titolo originale: Other Voices, Other Rooms
- Diretta da: James Strong
- Scritta da: Brian Nelson

### Trama
1 novembre 1960. Jake e Bill fuggono insieme da Holden e si fermano in un motel. Con una pistola puntata addosso, Jake racconta al ragazzo tutta la verità circa la sua missione e la sua provenienza dal futuro, accordandosi per farsi lasciare a Dallas, di modo da cominciare ad agire per quando Oswald tornerà negli Stati Uniti dall'Unione Sovietica, due anni più tardi. Durante la notte ha degli incubi riguardanti Frank e il suo omicidio, spaventando Bill. Il giorno seguente i due giungono a Dallas e si recano a Dealey Plaza, dove discutono su quante persone possano essere realmente coinvolte nell'omicidio oltre a Oswald e chi siano i mandanti dell'eventuale cospirazione. Bill, ormai coinvolto pienamente nel piano di Jake per salvare il futuro presidente, decide di restare al suo fianco per aiutarlo, spacciandosi per suo fratello. Nel frattempo, Jake trova impiego come insegnante di letteratura in un liceo della piccola cittadina di Jodie e lui e Bill, per festeggiare l'assunzione, vanno in un night club di Dallas gestito da Jack Ruby, l'uomo che ucciderà Oswald due giorni dopo l'assassinio di Kennedy. Intanto, nel giugno del 1962, Oswald fa ritorno a Dallas assieme alla moglie Marina, conosciuta in Russia, e la loro figlia appena nata June Lee. Jake e Bill si stabiliscono nell'appartamento sopra a quello di Oswald e progettano di inserire delle cimici per spiare le sue conversazioni e capire con chi sia affiliato. A scuola, Jake fa la conoscenza di Sadie Dunhill, una ragazza appena assunta come bibliotecaria e che aveva già incontrato per caso a Dallas due anni prima; i due vengono entrambi assegnati come docenti chaperon al ballo della scuola e ballano insieme, cominciando a provare una certa attrazione l'uno per l'altro. Tuttavia, Jake deve lasciare il ballo in fretta e furia per andare ad inserire le cimici nell'appartamento di Oswald assieme a Bill: ci riescono appena in tempo, prima che Oswald e Marina arrivino, rischiando di essere scoperti. Lo spionaggio ha però successo e i due passano i giorni seguenti ad ascoltare le conversazioni della coppia, finché non si presenta a casa loro George de Mohrenschildt, su cui Jake aveva già indagato. Seguono i due ad un comizio del generale conservatore e anti-sovietico Edwin Walker, candidato a governatore del Texas, al termine del quale assistono ad un Oswald in preda all'ira sfogarsi contro il generale per l'ipocrisia dei suoi discorsi e della sua ideologia: ciò anticipa ciò che avverrà di lì a pochi mesi, ovvero il tentato omicidio di Walker proprio da parte di Oswald, con lo stesso fucile usato per uccidere Kennedy.

## Il passato non dorme mai
- Titolo originale: The Eyes of Texas
- Diretta da: Fred Toye
- Scritta da: Quinton Peeples e Bridgette Wilson

### Trama
Sadie e Jake diventano sempre più intimi, venendo notati dall'occhio attento del preside Deke Simmons, il quale raccomanda a Jake di agire con discrezione per evitare di spezzare il cuore alla ragazza se le cose dovessero andare male. Bill continua a spiare senza sosta Oswald e George, fino a quando quest'ultimo non fa riferimento ai "suoi amici della CIA" e al fatto che voglia che Lee dimostri quanto valga uccidendo il generale Walker. Bill si presenta a Marina e tra i due sembra esserci molta confidenza, probabilmente a causa dei maltrattamenti che lei subisce da Oswald, vedendo in Bill un compagno più gentile e in grado di consolarla e amarla davvero. Lui e Jake intanto continuano a pedinare Lee e George fino ad un bordello di alta classe, ma vengono arrestati a causa di una retata della polizia senza riuscire a capire perché i due cospiratori fossero lì. I rapporti tra Jake e Sadie vengono man mano ostacolati da eventi improvvisi: prima trovano delle foto di loro due insieme, scattate forse come minaccia, poi l'ex marito di Sadie, John Clayton, si presenta a scuola chiedendo alla donna di annullare la clausola di divorzio, richiesta da Sadie a causa della violenza che subiva da lui. Sadie racconta poi tutto a Jake, compreso un segreto imbarazzante su John. Mentre indaga ancora su Lee e George, Jake si imbatte proprio in John, insultandolo facendo riferimento al segreto raccontatogli da Sadie e avvisandolo di non avvicinarsi mai più a lei. John firma così il divorzio, rendendo Sadie finalmente libera di stare con Jake. Nel frattempo, però, qualcuno recapita alla donna delle registrazioni audio pornografiche di Marina e Oswald, portandola a sospettare nuovamente di Jake e dei suoi segreti.

## La verità
- Titolo originale: The Truth
- Diretta da: James Franco
- Scritta da: Bridget Carpenter

### Trama
Sadie esige spiegazioni dopo che le bugie di Jake cominciano a venire a galla, ma tutto ciò che può dirle è che le tiene nascosto chi sia davvero per proteggerla. Nel frattempo Jake e Bill capiscono che per appurare la partecipazione di Oswald all'assassinio di Kennedy, dovranno verificare che è stato lui ad attentare alla vita del generale Walker, cosa che Al non era riuscito a fare poiché aveva interrotto la sua permanenza nel passato qualche mese prima dell'evento. Il giorno prestabilito, tuttavia, Jake riceve una chiamata da John, il quale, fuori di sé, si è introdotto in casa di Sadie e la tiene in ostaggio con una pistola. Si precipita così dalla donna e vede che John l'ha ferita gravemente al volto con un coltello, per spaventare i due. John cerca poi di costringere Jake a bere un bicchiere di candeggina per ucciderlo in modo straziante, ma Jake getta il liquido in faccia a John, accecandolo. Lo colpisce poi con un attizzatoio del camino, mentre Sadie prende la sua pistola e lo uccide. Giunge in ospedale in condizioni critiche e mentre il preside e gli studenti della scuola donano il sangue per salvarla, Jake viene interrogato da un detective.
Nel frattempo, Marina e Bill diventano sempre più intimi: quest'ultimo parla per la prima volta anche con Lee, il quale gli consiglia di leggere Karl Marx. La sera stessa Bill si apposta tra i cespugli fuori dalla casa di Walker per scorgere Lee sparare, ma vede un miraggio di sua sorella Clara, uccisa anni prima da Frank, e si allontana per seguirlo. L'attentato avviene e Walker viene ricoverato con una ferita al braccio causata dal proiettile deviato, allo stesso ospedale dove si trovano Jake e Sadie. Jake chiama Bill per sapere se ha visto o meno Lee sulla scena, ma risponde che non lo sa. Sadie si risveglia e, anche se ci vorrà molto affinché la ferita si cicatrizzi, non è in pericolo di vita; Jake la visita nel letto d'ospedale per raccontarle finalmente la verità sulla sua missione dal futuro.

## Buon compleanno, Lee Harvey Oswald
- Titolo originale: Happy Birthday, Lee Harvey Oswald
- Diretta da: John David Coles
- Scritta da: Bridget Carpenter

### Trama
16 ottobre 1963. Lee viene assunto al Book Depository che affaccia su Dealey Plaza, da dove potrà avere posizione di tiro sul corteo presidenziale. Viene avvicinato all'uscita dall'agente dell'FBI Hosty, che è a conoscenza del suo orientamento filo-sovietico e della sua vita fuori dagli Stati Uniti. Visita poi sua moglie Marina, che è incinta del secondo figlio e vive temporaneamente dalla madre di Lee a causa del carattere violento dell'uomo. Sadie e Jake sono ora una coppia ufficiale e la donna sta per ricevere l'operazione che le sistemerà la cicatrice al volto, nel frattempo Jake si confida con lei circa l'importanza di Lee nella presunta congiura organizzata da George, per poi andare a piazzare una scommessa da 800 dollari su un incontro di pugilato. Tornato a casa, scopre che Bill è al piano di sopra, alla festa di compleanno di Oswald nel suo appartamento. Lo rimprovera per aver dimenticato la missione che stanno svolgendo e, litigando, rompe una lampada. Lee nota una cimice di spionaggio su di essa e va su tutte le furie, essendosi reso conto di essere davvero spiato. Poco dopo, Bill rivela a Jake di essere innamorato di Marina e lo caccia di casa. Sadie sta per ricevere l'operazione che le sistemerà la cicatrice al viso e Jake, nel lasciare l'ospedale dopo averla accompagnata assieme al preside Deke, nota un individuo vestito di abiti stracci e un cappello in testa, lo stesso che era nelle vicinanze del varco temporale nel Maine, quindi una sorta di guardiano del viaggio temporale. Capendo che qualcosa di brutto sta per accadere, si precipita in sala operatoria per interrompere l'intervento; i medici notano un malfunzionamento tecnico nel respiratore usato per l'anestesia, che produceva anidride carbonica invece che ossigeno, e che quindi avrebbe potuto uccidere Sadie, confermando i timori di Jake. Sceglie inoltre delle maniere drastiche per togliere Bill dai piedi: lo fa internare in un ospedale psichiatrico, usando la faccenda dell'uomo del futuro e l'assassinio del presidente per farlo passare come schizofrenico. Dovendo lavorare di nuovo da solo, minaccia George con una garrota per farsi dire tutto su Lee e la congiura in cui pensa sia coinvolto, ma George dice di non sapere nulla e che l'attentato a Walker, peraltro fallito, era solo un test per le sue ideologie politiche, affermando inoltre di proteggere Lee e sua moglie Marina solo perché lei è una profuga russa proveniente da Minsk, proprio come lui. Jake chiama Sadie per riferirle tutto, sentendosi sollevato e pronto a risolvere tutto uccidendo Lee. In quel momento arrivano però i proprietari di un bar dove Jake aveva piazzato una scommessa su un incontro di pugilato di cui ovviamente sapeva già il risultato. Siccome anche Bill aveva piazzato la stessa scommessa in 3 locali diversi per Dallas, la scommessa è costata ai titolari 15000 dollari, facendo pensare loro che Jake avesse truccato il match: lo pestano e lo lasciano svenuto per terra in strada. Quando Sadie lo raggiunge in ospedale, egli non riesce a riconoscerla poiché ha subito un trauma e perso parte della memoria.

## Tiratore scelto
- Titolo originale: Soldier Boy
- Diretta da: James Kent
- Scritta da: Bridget Carpenter e Quinton Peeples

### Trama
7 novembre 1963. Jake ha delle allucinazioni sulla sua ex moglie Christy, su Al e su Sadie, causate dai problemi alla memoria riportati, ma dopo qualche giorno viene dimesso dall'ospedale, essendo fuori pericolo di vita. Sadie lo aiuta a ricordare il piano per salvare il presidente, compresa l'importanza di fermare Lee prima che compia l'attentato.
12 novembre 1963. Lee si reca alla sede dell'FBI di Dallas per sporgere denuncia nei confronti dell'agente Hosty, in quanto ritiene essere lui il responsabile delle cimici nel suo appartamento. Lascia l'edificio irato dopo aver lasciato un importante documento da consegnare ad Hosty. Sadie e Jake visitano Bill per farlo uscire dall'ospedale ma Jake, nel chiedergli cosa stessero investigando insieme siccome non ricorda nulla, gli riporta alla mente le "fantasie" che lo avevano condannato all'elettroshock nell'ospedale, per cui Bill si lancia dalla finestra, uccidendosi.
Sadie cerca in tutti i modi di far tornare i ricordi a Jake per permettergli di salvare il presidente Kennedy, lo porta infatti alla casa dove viveva prima con Bill e dove incontra Lee, che lo riconosce. Lì, Jake ricorda tutto, compreso Al che nel futuro gli ordina di uccidere Lee non appena fosse sicuro che agiva da solo: cerca di accoltellarlo, ma desiste quando Lee prende in braccio sua figlia appena nata. Tenta allora di sottrargli il fucile per evitare che lo usi nell'attentato: si reca a casa di Ruth Paine, amica di Marina, nel cui garage ritiene sia nascosta l'arma, tuttavia Lee l'ha già presa. I due si appostano allora in auto sulla strada dove l'indomani passerà il corteo presidenziale, sperando di riuscire a sparare a Lee prima che si rechi al lavoro. Dormendo, Jake ha un'illusione in cui gli compare accanto il barbone col cappello che funge da guardiano del varco temporale: è bloccato in un loop poiché nonostante provi ripetutamente a salvare sua figlia, morta annegata, non riesce mai a cambiare il passato. Parlando poi con Sadie subito dopo, le chiede se le andrebbe di lasciare perdere Lee e vivere insieme felici fino alla vecchiaia, lavorando al liceo di Jodie, ma lei gli riporta alla mente la sua missione. La mattina seguente, mentre Lee si piazza al sesto piano del Book Depository col fucile in mano, Sadie e Jake sono bloccati in strada perché l'auto non parte, sintomo del passato che non vuole essere cambiato.

## Riscrivere la storia
- Titolo originale: The Day in Question
- Diretta da: James Strong
- Scritta da: Bridget Carpenter

### Trama
Dopo che Jake e Sadie riescono a far partire una macchina rubata, si dirigono verso Dealey Plaza. Trovando la strada bloccata, sono però costretti a proseguire a piedi.
Una volta raggiunta la biblioteca dove lavora Lee cercano di entrare, ma la porta è appena stata chiusa da un addetto che Jake minaccia con una pistola per costringerlo a riaprirla. Jake e Sadie salgono le scale per arrivare al sesto piano: raggiungono Lee pochi secondi dopo che egli ha sparato il primo colpo, che non è andato a segno, riuscendo a distrarlo per permettere al corteo presidenziale di allontanarsi. Infuriato, Lee cerca di trovare Jake, che si è nascosto per cercare di calmare Oswald, ma invano. In una colluttazione con Oswald, Jake s'impossessa del suo fucile e lo uccide con un colpo al petto. Sadie è stata però ferita al ventre da un proiettile vagante e muore prima dell'arrivo dei soccorsi. La polizia, giunta nel deposito di libri, accusa Jake per il tentato omicidio del presidente e dell'assassinio di due persone.
Entra nella stanza l'agente Hosty, il quale convince Jake che la stampa dipingerà lui come colpevole e non Oswald, nonostante le prove contro quest'ultimo, a meno che Jake non riveli per chi stesse facendo la spia. Jake ricorda a Hosty della lettera che Oswald aveva indirizzato all'FBI qualche giorno prima, per poi nominare la tresca amorosa tra Bob Kennedy e Marilyn Monroe, spacciandosi quindi per un pezzo grosso dei servizi segreti che stava solo cercando di salvare la vita al presidente. Hosty gli crede proprio quando JFK e Jackie chiamano il commissariato di polizia per ringraziare Jake dell'azione eroica. Egli chiede solo di restare anonimo e di essere accompagnato alla stazione della corriera per tornare nel Maine, senza riuscire a chiarire ad Hosty per quale motivo Lee volesse assassinare Kennedy.
Attraversa la "tana del bianconiglio" e rientra a casa, che però non si può più definire tale, perché la caffetteria non esiste più, e neanche il mondo che conosceva, trovando al loro posto un paesaggio apocalittico: i palazzi nei dintorni sono ora un mucchio di macerie, l'aria è piena di polvere e la poca popolazione rimasta vive per strada. Girovagando in cerca di risposte, salva un uomo incappucciato da un'aggressione; vede che si tratta di Harry, che, riconoscendo in Jake l'uomo che sessant'anni prima lo aveva salvato dalla furia omicida di suo padre, lo accoglie nel suo nascondiglio. Harry gli spiega brevemente che cosa è successo: sopravvissuto all'attentato, Kennedy venne rieletto nel 1964, impedendo il peggioramento della guerra del Vietnam, ma il secondo mandato fu un disastro. Gli succedette il democratico segregazionista e governatore dell'Alabama George Wallace, che contribuì a far scoppiare una terza guerra mondiale combattuta anche sul suolo americano. Harry inoltre gli riferisce che lui e la sua famiglia sono stati a lungo rinchiusi nei cosiddetti "Campi Kennedy", ovvero dei campi per rifugiati istituiti dall'ex presidente. Jake capisce che deve cancellare il suo rovinoso intervento del passato e ritorna così nel 1960, deciso soltanto a trascorrere il resto della vita con Sadie: la incontra in un diner poco lontano mentre è in visita dai suoi cugini, ma lei non lo riconosce poiché in quella data non si sono ancora conosciuti. Mentre i due conversano si rifà vivo l'uomo del varco col cappello che gli rammenta che è impossibile cambiare il passato; Jake capisce che non può stare assieme a Sadie e torna alla sua vita normale nel 2016, dove si scusa con Harry (ora di nuovo traumatizzato a causa di suo padre e della morte della sua famiglia) per non averlo aiutato.
Rattristato dall'assenza di Sadie, una sera decide di cercare il suo nome sul web per vedere che vita abbia vissuto senza di lui fino a quel giorno: scopre che, partendo dall'insegnare nel piccolo liceo di Jodie, dopo la morte di suo marito John in un incidente stradale è divenuta una rispettata bibliotecaria ed avvocata sociale per tutta Dallas. Si reca allora proprio a Jodie, al ricevimento dove Sadie, ora ottantenne, viene insignita del premio "Texas Woman of the Year" per le sue cause sociali intraprese. Nel discorso di ringraziamento Sadie cita una poesia che il preside Deke Simmons adorava, commuovendo Jake, che decide allora di presentarsi alla amata, chiedendole di ballare insieme per un'ultima volta.